# 347336 Changmeemann
347336 Changmeemann este o planetă minoră (asteroid) din centura de asteroizi. A fost descoperită pe 18 august 2007 la Xuyi County⁠(d) de  și a fost numită după Meemann Chang⁠(d). 
Obiectul prezintă o orbită caracterizată de o semiaxă mare de 3,1039223161178 UAi, o excentricitate de 0,088567880030383, o înclinație de 8,3852594195622 ° în raport cu ecliptica.